# 石泉庵
石泉庵位於重慶市合川縣思居鄉，文物遺址年代為明、清，1987年1月23日列為重慶市第二批市級文物保護單位初定名單。